# Lijst van Belgische adelsverheffingen 2007
Personen die in 2007 in de Belgische adel werden opgenomen of adellijke titels ontvingen

## Prins
- Alexandre Swiatopelk-Czetwertynski (°1975), filmproducer, erkenning in de Belgische erfelijke adel, met de titel prins, overdraagbaar op alle afstammelingen.
- Constantin Swiatopelk-Czetwertynski (°1978), fotograaf, erkenning in de Belgische erfelijke adel, met de titel prins, overdraagbaar op alle afstammelingen.

## Baron
- Ridder Jacques Brotchi (°1942), de persoonlijke titel baron
- jonkheer Michel Franchimont, de persoonlijke titel baron
- Bert De Graeve, erfelijke adel en de persoonlijke titel baron
- Eric De Keuleneer, erfelijke adel en de persoonlijke titel baron
- Patrick De Maeseneire, erfelijke adel en de persoonlijke titel baron
- Noël Devisch, erfelijke adel en de persoonlijke titel baron
- Roland Gillion, erfelijke adel en de persoonlijke titel baron
- Rik Jaeken, erfelijke adel en de persoonlijke titel baron
- Julien Klener, erfelijke adel en de persoonlijke titel baron
- Norbert Martin, erfelijke adel en de persoonlijke titel baron
- Guy Quaden, erfelijke andel en de persoonlijke titel baron
- Niceas Schamp, erfelijke adel en de persoonlijke titel baron
- Ajit Shetty, erfelijke adel en de persoonlijke titel baron

## Barones
- jonkvrouw Elisabeth Coppée, de persoonlijke titel barones
- jonkvrouw Marie-Christiane de Corswarem, de persoonlijke titel barones
- Françoise Meunier, persoonlijke adel met de titel barones

## Jonkheer
- Eric de Bruyn (1929-2013), erfelijke adel